# Фестиваль Asgardsrei
Asgardsrei — щорічний дводенний фестиваль націонал-соцілистичного блек-металу (NSBM), що з 2014 року проходить у Києві.

## Історія
Як фестиваль NSBM та музики білої влади, це одна з найпопулярніших подій для ультраправих та неонацистських активістів, а також місце зустрічі мереж та організацій білого супрематизму в Європі та Америці. Деякі організатори та групи, які регулярно виступають у клубі «Бінго» під час фестивалю Asgardsrei, були засуджені за вбивства, напади та інші злочини на ґрунті ненависті та належать до організацій, класифікованих кількома європейськими судами як терористичні групи. Фестиваль названий на честь однойменного альбому Absurd 1999 року, який вважався впливовим для націонал-соціалістичної блек-метал сцени. До таких груп, які беруть участь у фестивалі, належать Absurd, Peste Noire, Goatmoon, M8L8TH та Nokturnal Mortum.
Фестиваль тісно пов'язаний з Олексієм Льовкіним з гурту M8L8TH та його лейблом Militant Zone, які виступають організаторами та засновниками фестивалю, організованому спочатку у Москві у 2012 році.